# Dysphania congolana
Dysphania congolana är en amarantväxtart som först beskrevs av Lucien Hauman och som fick sitt nu gällande namn av Sergej Mosyakin och Steven Earl Clemants. 
Dysphania congolana ingår i släktet doftmållor och familjen amarantväxter. Inga underarter finns listade i Catalogue of Life.